# Закон Юнга

Закон Юнга - встановлює кількісні співвідношення між рівноважним крайовим кутом змочування Θ і поверхневими енергіями на межі розділу фаз тверде тіло-газ, рідина-тверде тіло і рідина-газ:
{\displaystyle {\cos \theta ={\frac {\sigma _{23}-\sigma _{13}}{\sigma _{12}}}}},
де {\displaystyle \sigma _{23}}, {\displaystyle \sigma _{13}}, {\displaystyle \sigma _{12}} відповідно поверхневі енергії на межі розділу фаз тверде тіло-газ, рідина-тверде тіло і рідина-газ.
За англійським фізиком Томасом Юнгом.
Вперше французький фізик Атанас Дюпре в 1869 р. описав кількісну залежність між силами, що мають місце на межі фаз твердої і рідкої речовини.